# 이소지마촌
이소지마촌(伊曽島村)은 미에현 구와나군에 있던 촌이다. 현재의 구와나시 나가지마정의 남반부에 해당한다.

## 역사
- 1889년 4월 1일 - 정촌제 시행에 의해 구와나군 이소지마촌이 성립하였다.
- 1956년 9월 30일 - 구와나시에 편입해, 동일 이소지마촌은 폐지되었다.

## 참고문헌
- 角川日本地名大辞典 24 三重県